# Llista de plantilles de la Primera divisió espanyola de futbol de la temporada 2015-16
Aquesta és una llista de les plantilles dels equips de la Primera divisió espanyola de futbol a la temporada 2015-16.
- Els equips estan ordenats per la seva posició a la taula de classificació i els jugadors per la seva posició al camp i el nombre de partits jugats i, com a factor de desempat, els gols marcats i l'ordre alfabètic.
- Inclou els jugador amb fitxa del filial convocats per almenys un partit.
- Font principal: BDFutbol

| 1980-81 | 1981-82 | 1982-83 | 1983-84 | 1984-85 | 1985-86 | 1986-87 | 1987-88 | 1988-89 | 1989-90 |
| 1990-91 | 1991-92 | 1992-93 | 1993-94 | 1994-95 | 1995-96 | 1996-97 | 1997-98 | 1998-99 | 1999-00 |
| 2000-01 | 2001-02 | 2002-03 | 2003-04 | 2004-05 | 2005-06 | 2006-07 | 2007-08 | 2008-09 | 2009-10 |
| 2010-11 | 2011-12 | 2012-13 | 2013-14 | 2014-15 | 2015-16 | 2016-17 |         |         |         |
| ------- | ------- | ------- | ------- | ------- | ------- | ------- | ------- | ------- | ------- |

| FC Barcelona — 1r classificat amb 91 punts                                                      | | | |                                                                 |
| Bravo (32) Ter Stegen (7) 0                                                                     | Mascherano (32) Alba (31) Piqué (30 / 2) Alves (29) Mathieu (21) Bartra (13 / 2) Vermaelen (10 / 1) Adriano (8) Douglas (1)                                               | Rakitić (36 / 7) Busquets (35) Roberto (31) Iniesta (28 / 1) Turan (18 / 2) Rafinha (6 / 1) Gumbau (3) Samper (1) 0                                                                 | Suárez (35 / 40) Neymar (34 / 24) Messi (33 / 26) Munir (21 / 3) Sandro (10) Vidal (9) 0                                                         | Luis Enrique 0                                                  |
| Van ser convocats però no van arribar a jugar: PT: Masip — MC: Cámara                           | | | |                                                                 |
| Reial Madrid — 2n classificat amb 90 punts                                                      | | | |                                                                 |
| Navas (34) Casilla (4) 0                                                                        | Marcelo (30 / 2) Varane (26) Danilo (24 / 2) Ramos (23 / 2) Carvajal (22) Pepe (21 / 1) Nacho (16) Arbeloa (6)                                                            | Kroos (32 / 1) Modrić (32 / 2) Isco (31 / 1) James (26 / 7) Kovačić (25) Vázquez (25 / 4) Casemiro (23 / 1) Llorente (2)                                                            | Cristiano (36 / 35) Jesé (28 / 5) Benzema (27 / 24) Bale (23 / 19) Mayoral (6) Txérixev (2) 0                                                    | Benítez (1 - 18) Zidane (19 - 38) 0                             |
| Van ser convocats però no van jugar: PT Yáñez — DF Lienhart, Tejero — MC Lazo, Odegaard         | | | |                                                                 |
| Atlètic de Madrid — 3r classificat amb 88 punts                                                 | | | |                                                                 |
| Oblak (38) 0                                                                                    | Juanfran (35 / 1) Filipe Luis (32 / 1) Godín (31 / 1) Giménez (27 / 1) Savić (12) Gámez (10) Lucas (10) Monsalve (1) Siqueira (1) 0                                       | Koke (35 / 5) Gabi (35 / 1) Saúl (31 / 4) Correa (26 / 5) Óliver (21) Tiago (14 / 1) Augusto (13) Thomas (13 / 2) Kranevitter (8) García (1)                                        | Griezmann (38 / 22) Torres (30 / 11) Carrasco (29 / 4) Vietto (19 / 1) Jackson (15 / 2) 0                                                        | Simeone 0                                                       |
| Van ser convocats però no van jugar: PT Moyà — DF Theo, Villa — DV Ndiaye                       | | | |                                                                 |
| Vila-real CF — 4t classificat amb 64 punts                                                      | | | |                                                                 |
| Areola (32) Asenjo (4) Barbosa (2) 0                                                            | V. Ruiz (35) Mario (33 / 2) Bailly (25) Costa (18 / 1) Bonera (14) Musacchio (13 / 1) Marín (11) Jokič (2) 0                                                              | Soriano (31 / 5) Trigueros (31 / 2) Pina (27) Dos Santos (26) Rodrigo (3) 0 | Bakambu (34 / 12) Suárez (33 / 4) Castillejo (28 / 1) Soldado (28 / 5) Baptistão (26 / 3) Nahuel (20) López (16 / 4) Samuel (16 / 2) Pedraza (2) | Marcelino 0                                                     |
| Van ser convocats però no van jugar: DF Miguelón — MC Iñiguez                                   | | | |                                                                 |
| Athletic Club — 5è classificat amb 62 punts                                                     | | | |                                                                 |
| Iraizoz (37) Herrerín (1) 0                                                                     | Balenziaga (34) San José (34 / 2) Etxeita (30) Laporte (26 / 3) Bóveda (23) Elustondo (11 / 1) 0                                                                          | Beñat (36 / 1) R. García (30 / 7) Susaeta (28 / 3) Lekue (20 / 1) Rico (17 / 1) Eraso (16 / 2) Iturraspe (16) Gurpegui (15) Aketxe (3)                                              | Aduriz (34 / 20) De Marcos (34 / 1) Williams (25 / 8) Merino (22 / 5) Muniain (20 / 2) Viguera (9) Sola (5) Gómez (5) 0                          | Valverde 0                                                      |
| Van ser convocats però no van jugar: PT Remiro                                                  | | | |                                                                 |
| Celta de Vigo — 6è classificat amb 60 punts                                                     | | | |                                                                 |
| Sergio (31) Rubén (8) Néstor (1) 0                                                              | Jonny (36 / 1) Mallo (34 / 1) Cabral (31) Gómez (31) Radoja (30) Planas (26) Fontàs (7 / 1) Alende (1) 0                                                                  | Wass (36 / 2) Hernández (33 / 2) Augusto (15 / 1) Díaz (14) Beauvue (10 / 1) Diop (6) Dražić (6) Borja (4) Goldar (1) Mandinda (1)                                                  | Aspas (35 / 14) Guidetti (35 / 7) Orellana (33 / 7) Nolito (29 / 12) Bongonda (23 / 2) Señé (8) 0                                                | Berizzo 0                                                       |
| Van ser convocats però no van jugar: DV Iglesias                                                | | | |                                                                 |
| Sevilla FC — 7è classificat amb 52 punts                                                        | | | |                                                                 |
| Rico (34) Beto (4) 0                                                                            | Kolodziejczak (29) Rami (28) Trémoulinas (24) Mariano (23) Coke (21 / 1) Escudero (15 / 1) Carriço (14 / 1) Andreolli (7) Diogo (4) Fazio (4) González (2 / 1) Pareja (2) | Konoplyanka (32 / 4) Iborra (29 / 7) N'Zonzi (28 / 3) Krohn-Dehli (27 / 1) Krychowiak (26) Banega (25 / 5) Cristóforo (21) Curro (4) 0                                              | Gameiro (31 / 16) Vitolo (28 / 2) Reyes (24 / 1) Llorente (23 / 4) Immobile (8 / 2) Muñoz (8 / 1) Kakuta (2) 0                                   | Emery 0                                                         |
| Van ser convocats però no van jugar: PT Soria                                                   | | | |                                                                 |
| Màlaga CF — 8è classificat amb 48 punts                                                         | | | |                                                                 |
| Kameni (28) Ochoa (11) 0                                                                        | Rosales (35) Weligton (30) Albentosa (29 / 2) Torres (23) Boka (14) Angeleri (13) Ricca (8) Filipenko (8) 0                                                               | Recio (33) Fornals (27 / 1) Duda (26 / 1) Camacho (23 / 2) Juan Carlos (19 / 1) Castro (16 / 1) Atsu (14/2) Tissone (12) Ontiveros (4) Espinho (2) Darder (1) Mastour (1)           | Charles (35 / 12) Čop (31 / 7) Añor (29 / 4) Santa Cruz (17 / 2) Horta (17) Amrabat (12) Tighadouini (10 / 1) Uche (3) 0                         | Gracia 0                                                        |
| Van ser convocats però no van jugar: PT Aarón — MC Cifu                                         | | | |                                                                 |
| Reial Societat — 9è classificat amb 48 punts                                                    | | | |                                                                 |
| Rulli (36) Olazábal (3) 0                                                                       | Elustondo (31 / 1) Martínez (30 / 1) Reyes (27 / 2) Yuri (21) González (19) De la Bella (15) Litri (13) Martínez (10) 0                                                   | Prieto (36 / 3) Illarramendi (33 / 1) Pardo (28 / 8) Oyarzabal (22 / 6) Markel (20 / 1) Zurutuza (16 / 1) Canales (16) Granero (15) Zaldúa (13) Castro (8) Capilla (1) Zubeldia (1) | Vela (35 / 5) Bruma (32 / 2) Jonathas (27 / 7) Agirretxe (16 / 13) Bautista /(4 / 1) 0                                                           | Moyes (1 - 11) Eusebio (12 - 38) 0                              |
| Van ser convocats però no van jugar: DF Ansotegi — MC Odriozola                                 | | | |                                                                 |
| Reial Betis — 10è classificat amb 45 punts                                                      | | | |                                                                 |
| Adán (36) Dani (3) 0                                                                            | Bruno (32) Pezzella (25 / 3) Molinero (21) Vargas (20 / 2) Westermann (20 / 1) Varela (14) Montoya (13) Figueras (3) 0                                                    | N'Diaye (34 / 2) Ceballos (34) Cejudo (30 / 1) Petros (30 / 1) Portillo (19) Piccini (16) Musonda (16 / 1) Torres (12) Digard (8) Kadir (8) Van der Vaart (3) Vadillo (3)           | Castro (38 / 19) Joaquín (30 / 1) Molina (23 / 1) Van Wolfswinkel (16 / 1) Fabián (12) Rennella (6 / 1) Leandro Damião (3) 0                     | Mel (1 - 19) Merino (20 - 38) 0                                 |
| Van ser convocats però no van jugar: PT Pedro                                                   | | | |                                                                 |
| UD Las Palmas — 11è classificat amb 45 punts                                                    | | | |                                                                 |
| Varas (31) Lizoiain (8) 0                                                                       | Aythami (29) Bigas (27 / 3) David Simón (27 / 1) Castellano (27) García (19 / 2) Lemos (10) Alcaraz (6 / 1) Ángel (3) 0                                                   | Roque (34 / 1) Momo (23) Gómez (21 / 1) Wakaso (20 / 1) Hernán (18 / 1) Valerón (13) Culio (12) Alemán (10) Montoro (9) Nili (8) Castellano (1)                                     | Viera (36 / 10) Willian (30 / 9) Araujo (30 / 5) El Zhar (30 / 2) Tanausú (27 / 5) 0                                                             | Herrera (1 - 8) Setién (9 - 38) 0                               |
| Van ser convocats però no van jugar: PT Lorenzo — DV Asdrúval, Betancor, González               | | | |                                                                 |
| València CF — 12è classificat amb 44 punts                                                      | | | |                                                                 |
| Jaume (17) Alves (13) Ryan (8) 0                                                                | Mustafi (30 / 2) Cancelo (28 / 1) Barragán (24) Abdennour (22) Gayá (20) Santos (17) Vezo (15) Siqueira (14) Orbán (7) 0                                                  | Parejo (33 / 8) Gomes (30 / 3) Fuego (26) Feghouli (21 / 1) Pérez (20) Danilo (19) De Paul (9) Wilfried (2) Sito (1) Tropi (1) Villalba (1)                                         | Alcácer (34 / 13) Mina (26 / 4) Negredo (25 / 5) Rodrigo (25 / 2) Piatti (21) Bakkali (16 / 1) Txérixev (7 / 3) 0                                | Nuno (1 - 13) Voro (14) Neville (15 - 30) Ayestarán (31 - 38) 0 |
| Van ser convocats però no van jugar: PT Yoel — DF Caballo, Diallo, Latorre — DV Gil, Mir, Soler | | | |                                                                 |